# Obsidienne
Obsidienne es un grupo vocal e instrumental que interpreta música medieval y renacentista. Fue fundado en 1993 por Emmanuel Bonnardot y desde 1998 tiene su sede en Borgoña.
Consta de 16 miembros, aunque dependiendo del repertorio muchas veces actúan con un número menor de músicos. Sus miembros actuales son: Florence Jacquemart, Nicole Jolliet, Hélène Moreau, Catherine Sergent, Fabienne Etuin, Caroline Magalhaes, Yves Guidet, Pierre Bouhris, Barnabé Janin, Michaël Grébil, Raphaël Picazos, Jean-Luc Redureau, Philippe Laurent, Pierre Tessier, Jean Lou Descamps, Ludovic Montet, Daniel Sarda, Esteban Cacerès, Valérie Ingert, Suzanne Meier, Emmanuel Bonnardot, Jean-Claude Mathon y Claude-Henry Joubert.
El grupo ha participado en prestigiosos festivales, tanto en Francia (Festival d’Ile de France, Melles, Art sacré de Perpignan. Ambronay, Le Thoronet, Semaines musicales de Quimper, Opéra de Lyon, Musée de Cluny) como en otros países: Italia (The song of stones, Radio Piedmont ), España (Festival de Música Antigua de Barcelona), Portugal (Fundación Gulbekian), Alemania (Lörrach, Potsdam), Inglaterra (Newcastle), Suiza (Lausanne Festival of Improvised Music, Bonmont), Bélgica (Festival of Flanders, Midis Minimes, Wallony Festival), etc. También actúan frecuentemente en Radio France.
Sus discos han sido editados por los sellos Calliope y Opus 111 y sus grabaciones han obtenido premios de la prensa especializada como el Diapason d'Or, el Grand Prix du Disque de l’Académie Charles Cros, el recommended by Classica, el Bravo de Tradmagazineel, el Choc from Le Monde de la Musique, el 10 de Répertoire, las 5 estrellas de Goldberg Magazine etc. 
Obsidienne está esponsorizado por las siguientes entidades: el DRAC Bourgogne/Ministère de la Culture, el Conseil Régional de Bourgogne, el Conseil Général de l'Yonne, la Communauté de Communes du Sénonais, la Ville de Sens y la Ville de Sergines.

## Discografía
- 1995 - Barcelona Mass - Song of the Sibyl. Opus 111 30-130.
- 1996 - Vox Áurea. Ockeghem: Motets - Faugues: Missa La basse danse. Opus 111 30-222.
- 1997 - Venite a laudare. Opus 111 OPS 30-158.
- 2000 - Josquin Desprez: Missa "L'homme armé sexti toni" & Chansons. Calliope 9305.
- 2001 - Guillaume de Machaut: Messe Notre Dame. Motets et Estampies. Calliope 9318.
- 2004 - Le Jardín des Délices. Chansons from the MS of Bayeux and by Dufay and Josquin. Calliope CAL 9337.
- 2005 - La Fête des Fous. Calliope CAL 9344.
- 2007 - ¡ Miracle !. Cantigas de Santa María d'Alfonso el Sabio. Calliope CAL 9366.
- 2009 - L'amour de moy. Chansons et improvisations de la Renaissance. Josquin Desprez, Hayne, Busnoys, Bosfrin, De la Rue, Manuscrit de Bayeux. Calliope CAL 9408.
- 2011 - I Pray, Thee, Gentle Mortal, Sing Again. Masses, Chansons & Estampies from the 14th Century to the Renaissance. Phaia Music.
- 2011 - Carmina Burana. Eloquentia EL1127.
- 2012 - Ave stella serena.  Eloquentia
- 2015 - Concert Celeste. Eloquentia 1544.
- 2019 - Les anges musiciens. Chants et instruments du Moyen Âge. Bayard Musique.
- 2019 - Méditation médiévale. Bayard Musique.
- 2020 - Célèbre et Musica. Bayard Musique.
- 2021 - Chansons traditionnelles de France. Manuscrit de Bayeux. Bayard Musique.